# 宽裂黄堇
宽裂黄堇（学名：Corydalis latiloba）为罂粟科紫堇属下的一个种。

## 扩展阅读
- 維基物種上的相關：宽裂黄堇